# Fenner Brockway

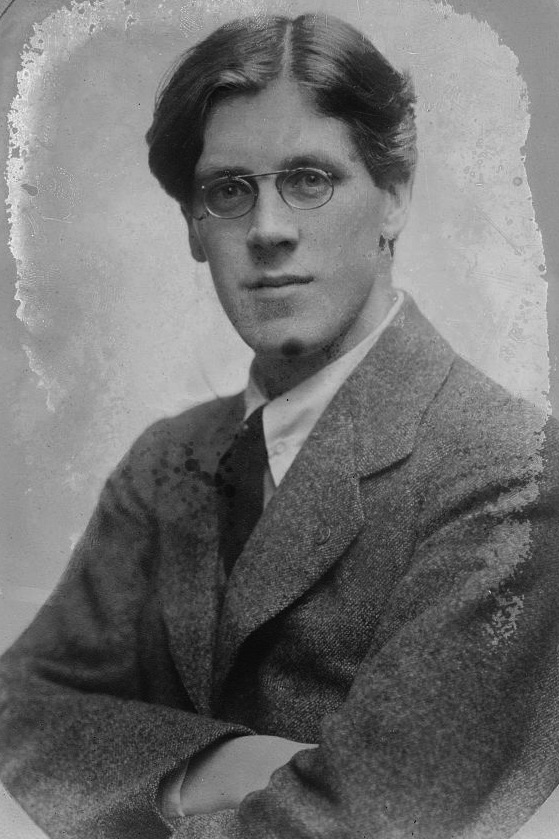
Portret A. Fennera Brockwaya, ok. 1910-1915.

Archibald Fenner Brockway, Baron Brockway (ur. 1 listopada 1888 w Kalkucie — zm. 28 kwietnia 1988 w Londynie) – brytyjski działacz anytywojenny i polityk związany z Partią Pracy. Wieloletni przewodniczący pacyfistycznej organizacji War Resisters' International.